# Przegląd prasy
Przegląd prasy – program informacyjny, w którym dziennikarze przeglądają obecną prasę (gazety) w wybranych regionach. Przeglądana jest prasa polska, zagraniczna, prawna i ekonomiczna. Program emitowany jest na kanale Polsat News w paśmie Nowy Dzień, TVP Info w ramach pasma Poranek Info, TVN24 w paśmie Poranek i TVS jako Przegląd prasy sportowej.